# Joute nautique
La joute nautique est un sport pratiqué essentiellement en France, en Allemagne, en Suisse et en Belgique, consistant en une confrontation entre deux jouteurs montés sur des barques propulsées selon la méthode pratiquée par des rameurs, par un moteur, ou encore en tirant des cordes arrimées entre les deux rives (Thuin, Belgique). Il existe plusieurs méthodes de joutes selon les régions.

## Histoire

### Antiquité
Les plus anciennes représentations de joutes nautiques parvenues jusqu'à nous se trouvent sur des bas-reliefs datant de l'ancien empire égyptien (IIIe à VIe dynasties, -2780 à -2380). Il semblerait pourtant s'agir davantage de rixe plutôt que de loisirs, vu que l'affrontement se déroulait sans aucune protection avec des gaffes munies de ferrures à deux pointes à leurs extrémités.
Après le témoignage égyptien on retrouve des traces de joutes nautiques en Grèce antique. Cette 
civilisation aurait ensuite introduit cette pratique en Sicile où les Latins, grands amateurs de spectacles en tous genres, l'adoptèrent d'emblée. En effet, on retrouve un nombre incalculable de traces de joutes sous l'Empire romain, notamment lors des naumachies. Il s'agissait de spectacles nautiques se déroulant dans des arènes conçues pour être mises en eau. Selon toute vraisemblance, les Romains ont diffusé les joutes dans tout leur empire. Notons ainsi une description de fête à Strasbourg en 303 en l'honneur de l'empereur Dioclétien. Certains historiens plaident toutefois en faveur d'une introduction des joutes dès la fondation de Massalia...

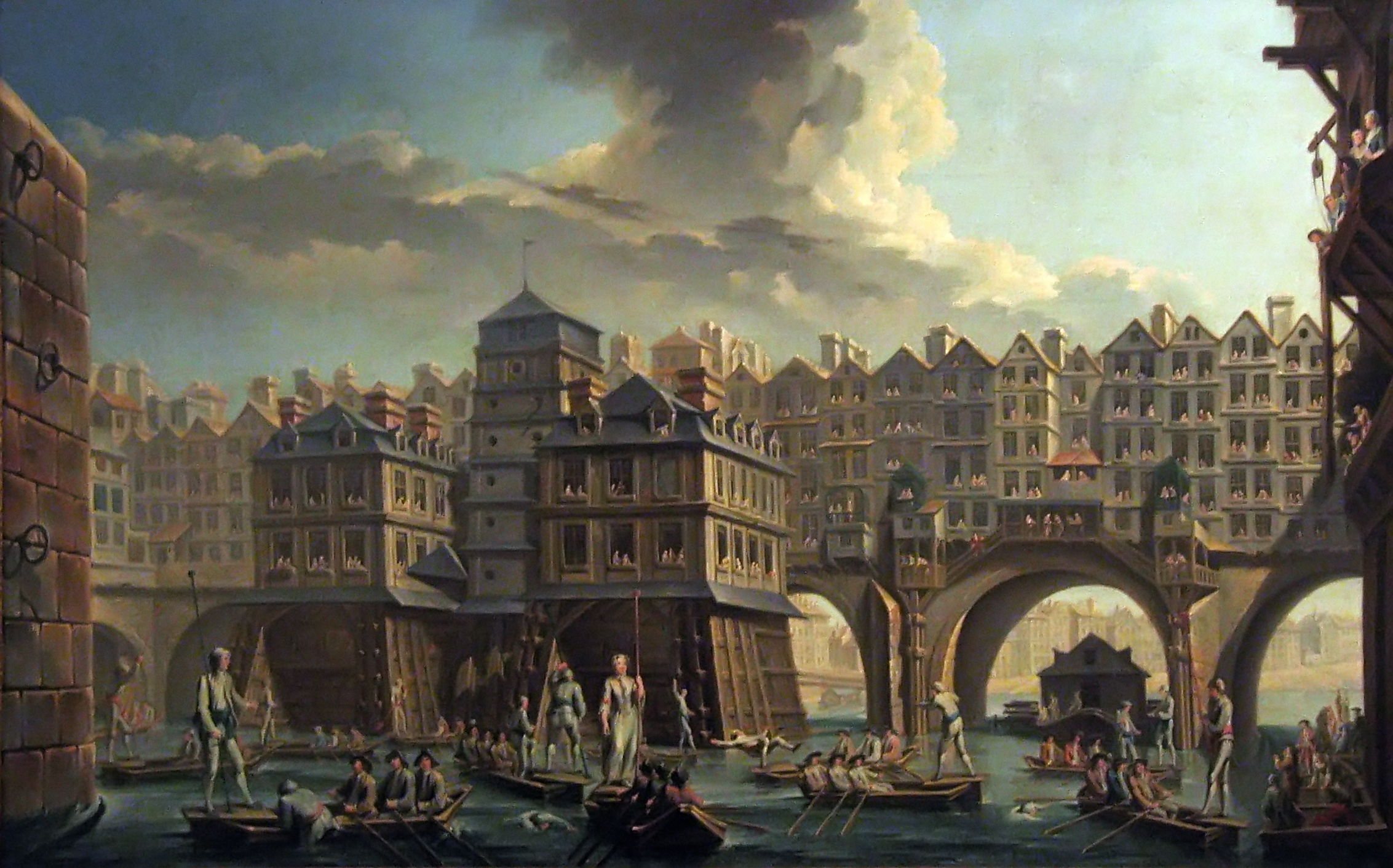
Joutes parisiennes en 1756

Après l'époque romaine, il faut attendre le XIIe siècle pour revoir des joutes nautiques. Il est possible qu'elles aient survécu durant cette période au sein de communautés proches de l'eau, mais il n'en fut fait mention nulle part. Le plus ancien document de l'époque post-latine fait état d'un tournoi de joute à Lyon le 2 juin 1177, pour la commémoration du millénaire des martyrs chrétiens de Lyon et de Vienne.

### Pratique en France
Un document nous rapporte aussi qu'« en 1270 à Aigues-Mortes les croisés, soldats et marins, attendant l'embarquement pour la Terre sainte avec le roi Louis IX (Saint Louis), s'affrontaient en combats singuliers montés sur des embarcations légères ».
Les documents écrits ou illustrés se multiplient à partir du XVe siècle, faisant état de joutes en Sologne, à Toulon, et plus généralement sur tout le littoral méditerranéen. Sur la côte du Languedoc, les joutes se pratiquent régulièrement depuis le XVIIe siècle. Lors de la visite du Cardinal de Richelieu à Frontignan en 1629, un tournoi de joutes est organisé. L'inauguration du port de Sète donne lieu à un tournoi de joutes en (1666).

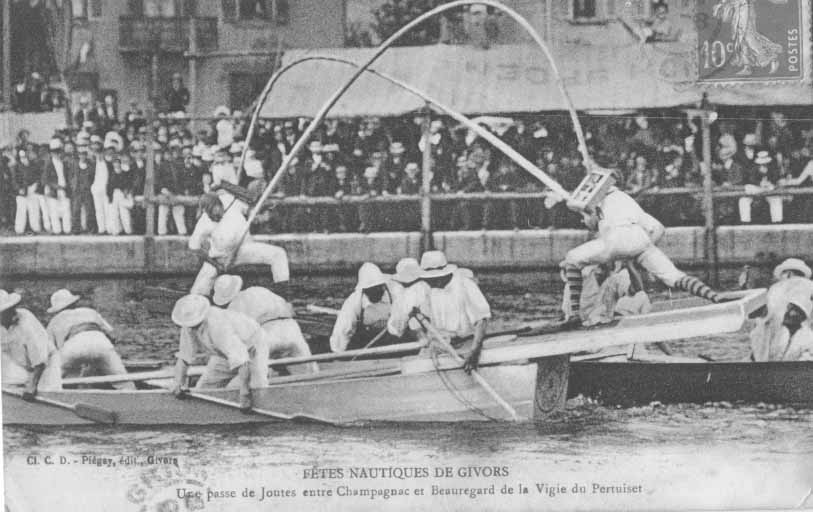
Joute givordine de la 1ère moitié du XXe siècle.

Concernant la région Rhône-Alpes, on signale le 13 avril 1507 que « les pêcheurs de Saint-Vincent (Lyon) tirèrent l'oye et joustèrent, sur la Saône à Saint-Jean pour distraire la reine Anne de Bretagne et ses gens ». En 1536, un spectacle de joutes est donné par les mariniers à Saint-Just-Saint-Rambert (Loire), en l'honneur de François Ier. On joute aussi sur la Saône en 1548 pour Henri II et Catherine de Médicis.
Le XIXe siècle est un tournant dans l'histoire des joutes nautiques sur le Rhône. Des sociétés se créent. À l'origine, le but des sociétés n'était pas prioritairement la pratique des joutes nautiques. Il s'agissait de mariniers qui se groupaient pour porter secours aux riverains lors des fréquentes crues du Rhône. Ils pratiquaient les joutes lors des fêtes locales, perpétuant ainsi les gestes transmis de génération en génération dans cette fière corporation d'hommes du fleuve.

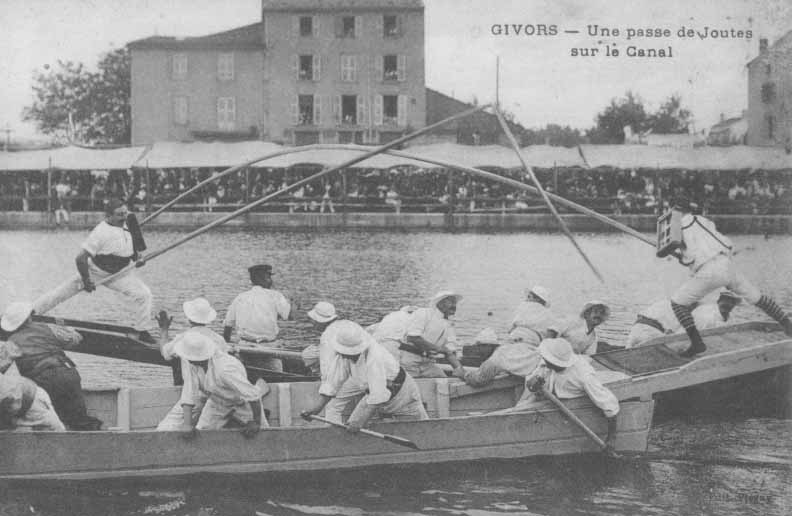
Joutes givordines, les jouteurs ont des plastrons à 9 cases et les tabagnons sont encore entourés de barrettes

En 1899, naît l'Union fédérale des sociétés françaises de natation et de sauvetage, première structure accueillant les sociétés de sauvetage. L'Union organisera en 1901 le premier championnat de France, encore très rudimentaire, sur le lac de la Tête d'or à Lyon.
En 1905, l'Union est remplacée par la Fédération nationale des sociétés de natation et de sauvetage, qui organise elle aussi des championnats de France régionaux.
Autour de 1900, les joutes lyonnaises et givordines subissent une évolution majeure. Jusque-là, le plastron se portait pendu autour du cou, et noué autour de la taille du jouteur. Ce plastrons comportait 9 cases, ainsi que des renflements de bois aux épaules pour assurer la protection du jouteur. À cette période, ce plastron passa du torse à l'épaule, comme actuellement (voir "joute lyonnaise et givordine", plus bas), et les renflements, devenu dangereux, furent remplacés par des protections souples. Ce fut dans les années 1950 que le plastron actuel, avec une seule case (le « neuf »), est apparu.
Il faudra attendre 1960 pour que la joute soit officiellement reconnue comme un sport par le gouvernement. La fédération actuelle (Fédération française de joute et de sauvetage nautique) naquit en 1964 à la suite d'un profond désaccord avec l'ancienne fédération, qui ne développait pas assez la joute en tant que sport. L'agrément Jeunesse et sport, consacrant ainsi véritablement la joute en tant que sport, date quant à lui de 1971. Anne-Lise Perret succède à Louis Nicollin en 2017, en tant que présidente de la Fédération française de joute et de sauvetage nautique.

## Méthode languedocienne

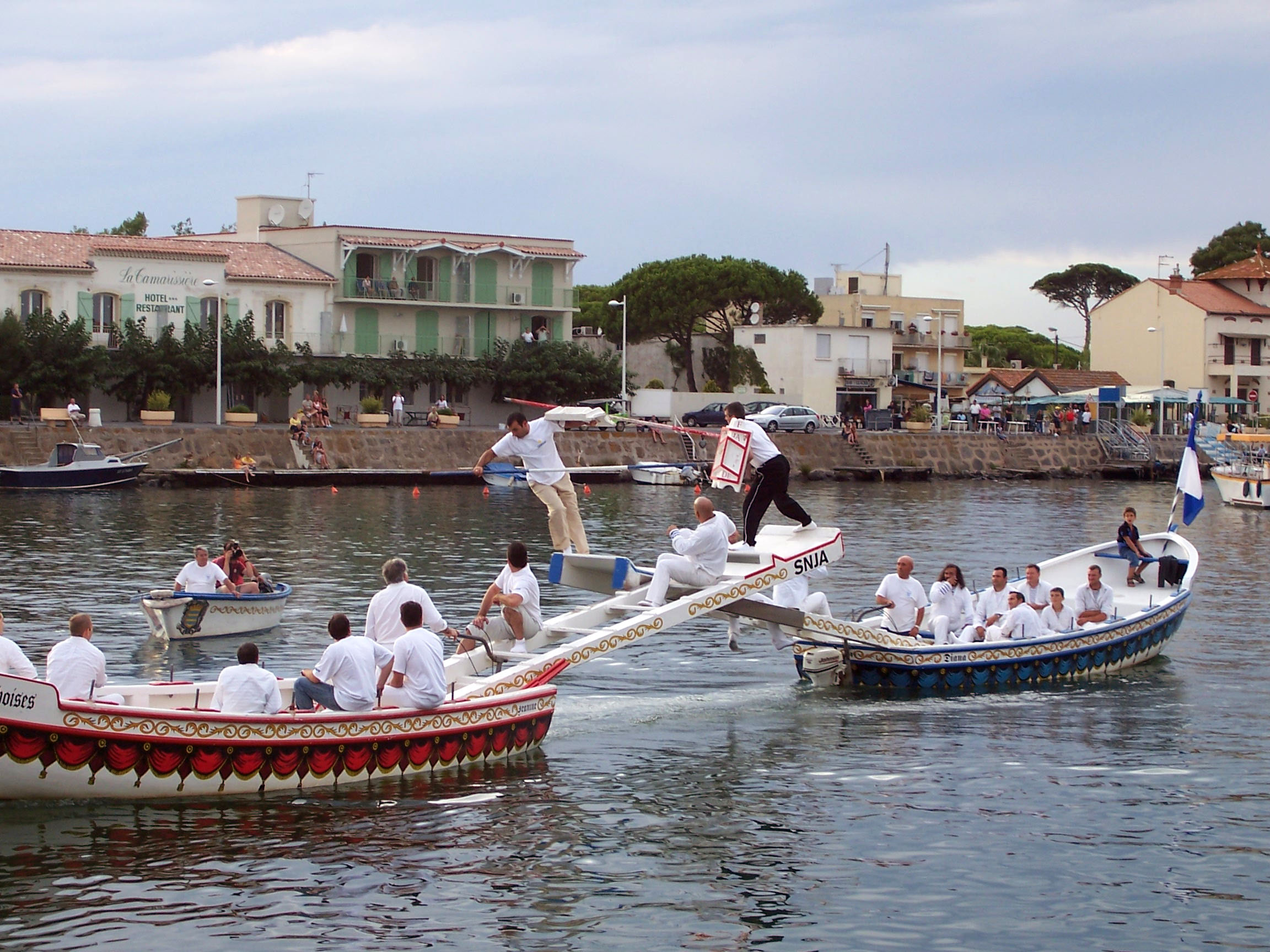
Les Joutes sur le fleuve Hérault à Agde, France.

Cette méthode de joutes, de tradition régionale, est pratiquée dans huit villes de l’Hérault (Valras, Agde, Marseillan, Mèze, Balaruc, Frontignan, Palavas, Sète ) et dans une ville du Gard (Le Grau-du-Roi). L'épreuve reine est le Grand Prix de la Saint-Louis à Sète autour du 25 août (le dernier lundi du mois d'août) (depuis 1743) mais un classement par points sur la saison (depuis 1962), un championnat de France (depuis 1927) et une Coupe de France (depuis 1963) existent également dans quatre catégories de poids et d'âge : Lourds, Moyens, Seniors et Juniors. 
Les barques lourdes propulsées par huit à dix rameurs se croisent à droite. En plus des rameurs, deux musiciens (tambour et hautbois) et le « timonier patron » : le barreur. Les jouteurs sont montés sur une plate-forme se situant à près de trois mètres de l'eau, la tintaine. Sur la partie basse de la tintaine, se tiennent les jouteurs des prochaines joutes.
Les joutes, bien que sport très fraternel, voire familial, reste un sport individuel. Un participant n'est aucunement attaché à une couleur (bleu ou rouge) et peut très bien être amené à devoir concourir contre un membre de sa propre société (club), et à changer de barque si les deux challengers se trouvent sur la même. Le palmarès et l'honneur revient au jouteur en personne. Le jouteur cumule des points au cours de la saison (exemple : un homme à la mer donne 1 point, demi-finaliste donne 4 points, finaliste donne 6 points et vainqueur donne 8 points) et comptent pour le championnat de ligue, qui récompensera le jouteur ayant totalisé sur le plus grand nombre de points sur la saison. Ces points sont également comptabilisés à l'échelle de chaque société (somme des points de chacun de ses jouteurs) et la meilleure d'entre elles est également récompensée.
Un jouteur en position est en fente-avant. Pas de position de grand écart en joutes languedociennes. C'est une joute en force, d'autant que le jouteur porte un (très) lourd pavois (bouclier) de 70 cm de haut pour 40 cm de largeur et une lance de 2,80 m de l'autre main. Avant 1920, les pavois étaient encore plus grands (20 cm de hauteur en plus) et plus lourds. Le vainqueur est celui qui reste en place sur la tintaine après l'assaut. Une tenue intégralement blanche est obligatoire pour tous jouteurs. Le port des chaussettes (blanches) est obligatoire.
Si les Sètois revendiquent la création de la joute Languedocienne, c'est pourtant sur le fleuve Hérault à Agde que les écrits l'indiquent. Il est raconté que les premières "passes" (correspond à un assaut entre les deux jouteurs) auraient été disputées au temps des Corsaires à Agde.

## Méthode lyonnaise et givordine
Les joutes lyonnaise et givordine se pratiquent surtout dans la vallée du Rhône, plus généralement de Digoin à Avignon, mais aussi en région parisienne, dans l'Oise à Longueil-Annel et sur les rives du Lot et de la Loire. 
Il existe quatre catégories seniors (légers, moyens, mi-lourds et lourds), puis sont apparues les catégories juniors (moins de vingt ans, séparés ensuite en légers et lourds), et cadets (moins de seize ans, séparés en légers et lourds depuis 1998). 1988 vit l'apparition des critériums des jeunes jouteurs, faisant s'affronter des enfants de onze à treize ans avec du matériel adapté à leur âge. Cette catégorie minime est, elle aussi, séparée en légers et lourds.
Depuis 2000, on assiste aussi au développement de la joute féminine dans les méthodes lyonnaise et givordine. Longtemps réputées trop contraignantes pour les femmes, dans le sens où l'impact sur la poitrine et les articulations est très violent, les femmes peuvent désormais officiellement depuis 2003, participer à leurs propres compétitions. Elles étaient séparées en deux catégories : Fines et Élégantes. Elles pratiquaient avec des lances de 14 pieds.Depuis 2022 elles participent aux championnats de France.Les concurrentes sont désormais réparties en trois catégories d'âge.Cadettes,Juniors et Seniors.
Les lances vont de 14 pieds (4,6 m) à 18 pieds (6 m) pour les seniors mi-lourds et lourds, et sont de loin les plus lourdes de toutes les méthodes de joute. Le jouteur est campé sur la plate-forme arrière du bateau, nommé tabagnon. Un « bourron » lui servant de cale pour sa main droite lui serre la cuisse droite. Le plastron, sorte de bouclier, est maintenu grâce à une sangle lui enserrant le cou et l'épaule gauche, tandis qu'une autre sangle beaucoup plus courte est passée dans sa main gauche. Il doit tenir sa lance des deux mains, sans la lâcher durant le déroulement de la passe. Il ne doit pas non plus toucher le tabagnon avec une autre partie du corps que ses deux pieds sous peine d'être aussitôt « mouillé » pour avoir « briqué ». Il est en outre obligé de piquer dans le carré central du plastron adverse, appelé « neuf ».
Il existe deux positions que peut adopter le jouteur. La première, dite « jambe cassée », est la plus ancienne. Le pied droit calé sur le taquet situé à l'arrière du tabagnon, jambe droite tendue et jambe gauche légèrement pliée à l'avant. Cette position a été la seule durant la première partie de l'histoire des joutes rhodaniennes. Néanmoins, peu à peu les jouteurs se sont étirés de plus en plus, nécessitant une plus grande souplesse (d'où le besoin croissant d'entraînement), et débouchant à terme sur la seconde position. La seconde posture est dite « jambe tendue ». Elle est apparue au début des années soixante-dix avant de se généraliser dans les années quatre-vingt. Le jouteur est pratiquement au grand écart sans pour autant toucher le tabagnon (voir plus haut). Cette position, si elle abaisse énormément le centre de gravité rendant ainsi le jouteur plus dur à battre, nécessite un entraînement soutenu aussi bien en souplesse qu'en musculation. Généralement, les jouteurs débutants adoptent une position jambe pliée avant d'adopter une posture plus basse au bout de quelques années.
La différence entre la méthode lyonnaise et la givordine tient essentiellement dans le côté de croisement des bateaux. Les lyonnais se croisent à gauche tandis que les givordins se croisent à droite. Il va sans dire que cette différence modifie l'équilibre du jouteur sur le tabagnon, compliquant le passage d'une méthode à une autre. Les sociétés, si elles pratiquent souvent les deux joutes, conservent tout de même leur méthode de prédilection.
Il existe plusieurs compétitions. La plus cotée restant le championnat de France, en individuel, qui se déroule comme une coupe : phases éliminatoires, demi-finale et finale (à quatre). Toujours en individuel, mais seulement en ligue Rhône-Alpes, il y a le "classement du jouteur", aux points sur toutes les compétitions régionales de la saison. Il y a enfin la coupe de France par équipes, où chaque club engage un jouteur par catégorie.
Cette pratique est inscrite à l'Inventaire du patrimoine culturel immatériel en France, depuis 2012.

## Méthode alsacienne
La joute nautique alsacienne est pratiquée en Alsace depuis le Moyen Âge.

## Méthode parisienne
- Description :

Les compétitions se font par catégories d’âge et de poids, que ce soit en masculins ou féminines.
Les barques, propulsées à l’aide d’un moteur, sont dirigées par un barreur appelé « patron », et se croisent à droite. 
L’équipement est constitué d’un plastron et d’une lance. Le plastron, destiné à amortir le choc et à protéger le jouteur, est en fait un gilet de grosse toile garnie de crin, que l’on attache sur la poitrine grâce à deux sangles passant dans le dos du jouteur. La lance est en bois d’une longueur de 3.40 à 4 m suivant les catégories, et est « emboulée » c’est-à-dire munie d’un tampon en cuir à son extrémité.
Le jouteur, en position de légère fente avant, pied gauche en arrière calé au « taquet », jambe gauche tendue, genou droit fléchi, tient sa lance de la main droite, le bras gauche devant être levé haut. Il prend place sur le « Trinquet », petite plate-forme montée à l’arrière du bateau, surélevée d’environ 50 à 70 cm et débordant de 1 m.
Les catégories :
Hommes :
Les jouteurs sont classés en 10 catégories : 
Minimes : 12 ans à 14 ans dans l'année. 
Cadets légers : 16 ans dans l'année jusqu'à 65 kg inclus. 
Cadets lourds : 16 ans dans l'année au-dessus de 65 kg. 
Juniors légers : 20 ans dans l'année jusqu'à 70 kg inclus. 
Juniors lourds : 20 ans dans l'année au-dessus de 70 kg. 
Séniors légers : jusqu'à 70 kg inclus. 
Séniors moyens : Jusqu'à 78 kg inclus. 
Séniors mi-lourds : jusqu'à 88 kg inclus. 
Séniors lourds-légers : jusqu'à 100 kg inclus. 
Séniors lourds : au-dessus de 100 kg. 
Femmes. 
Les jouteuses sont classées en 5 catégories : 
Juniors Fines : 20 ans dans l'année jusqu'à 65 kg. 
Juniors Élégantes : 20 ans dans l'année au-dessus de 65 kg. 
Féminines +20 ans / -68 kg ;
Féminines +20ans / +68 - 80 kg ;
Féminines +20ans / +80 kg.
Écoles de joute : Les jeunes de moins de 12 ans faisant partie de l'école de joute (avec certificat médical) peuvent participer au critérium des minimes.
- Les lances :

Les jouteurs prennent les lances relatives à leurs catégories, dont les poignées seront peintes sur 5 cm : 
Longueur 3,40 m, diamètre 0,30 cm, poignée Blanche : Minimes. 
Longueur 3,40 m, diamètre 0,35 cm, poignée Verte : Cadets, Juniors Féminines et Séniors légères. 
Longueur 4 m, diamètre 0,40 cm, poignée Jaune : Juniors, Séniors légers, moyens et mi-lourds. 
Longueur 3,40 m, diamètre 0,40 cm, poignée Noire : Séniors lourds-légers, Séniors lourds, Féminines +68 - 80 kg et Féminines +80 kg.
Les minimes prendront les lances à poignées Verte après la première casse. Toutes les autres catégories prendront les lances à poignées noires.
- La tenue :

Les jouteurs doivent se présenter dans une tenue propre et correcte :
Pantalon ou corsaire blanc ne laissant pas apparaître le genou, 
Maillot blanc ou aux couleurs du club, 
Chaussettes (type football ou rugby), de couleur blanche ou à celles du club, fixées correctement et ne devront être en aucun cas roulées. 
Pieds nus interdits : chaussettes ou chaussures. 
Publicité autorisée sur le jouteur dimension maximum 40/10 cm. 
Au moment de jouter, le plastron devra être placé correctement au niveau du cou et des épaules, enveloppant celles-ci. 
Lors d'une compétition, une commission de tenue sera désignée. Celle-ci, en accord avec les arbitres, aura tout pouvoir pour disqualifier un concurrent.
Cette pratique est inscrite à l'Inventaire du patrimoine culturel immatériel en France, depuis 2012.

## Joutes Arrageoises
En 1812 était créée la Société des jouteurs d'Arras. Il s'agit de la plus ancienne société de la Fédération des Joutes et Sauvetages Nautiques (FFJSN). Les joutes arrageoises se disputent sur le bassin du Scarpe d'Arras tous les ans pendant les festivités du 14 juillet en présence des trois géants d'Arras, Colas, Dédé et Jacqueline.
Dans la méthode arrageoise les barques sont tirées l'une vers l'autre à l'aide d'un moteur et par les jouteurs qui sont à l'intérieur de la barque et qui manipulent des cordes tendues tout le longue du canal. Le jouteur principal se positionne sur le trinquet, une plateforme d'une cinquantaine de centimètres environ. Les jouteurs sont équipés d'un plastron en bois et des perches (lances) en bois de pin avec une pointe en cuir en format de tampon qui sert à faire tomber l'adversaire dans l'eau.
Cette pratique est inscrite à l'Inventaire du patrimoine culturel immatériel en France, depuis 2012.

## Autres méthodes

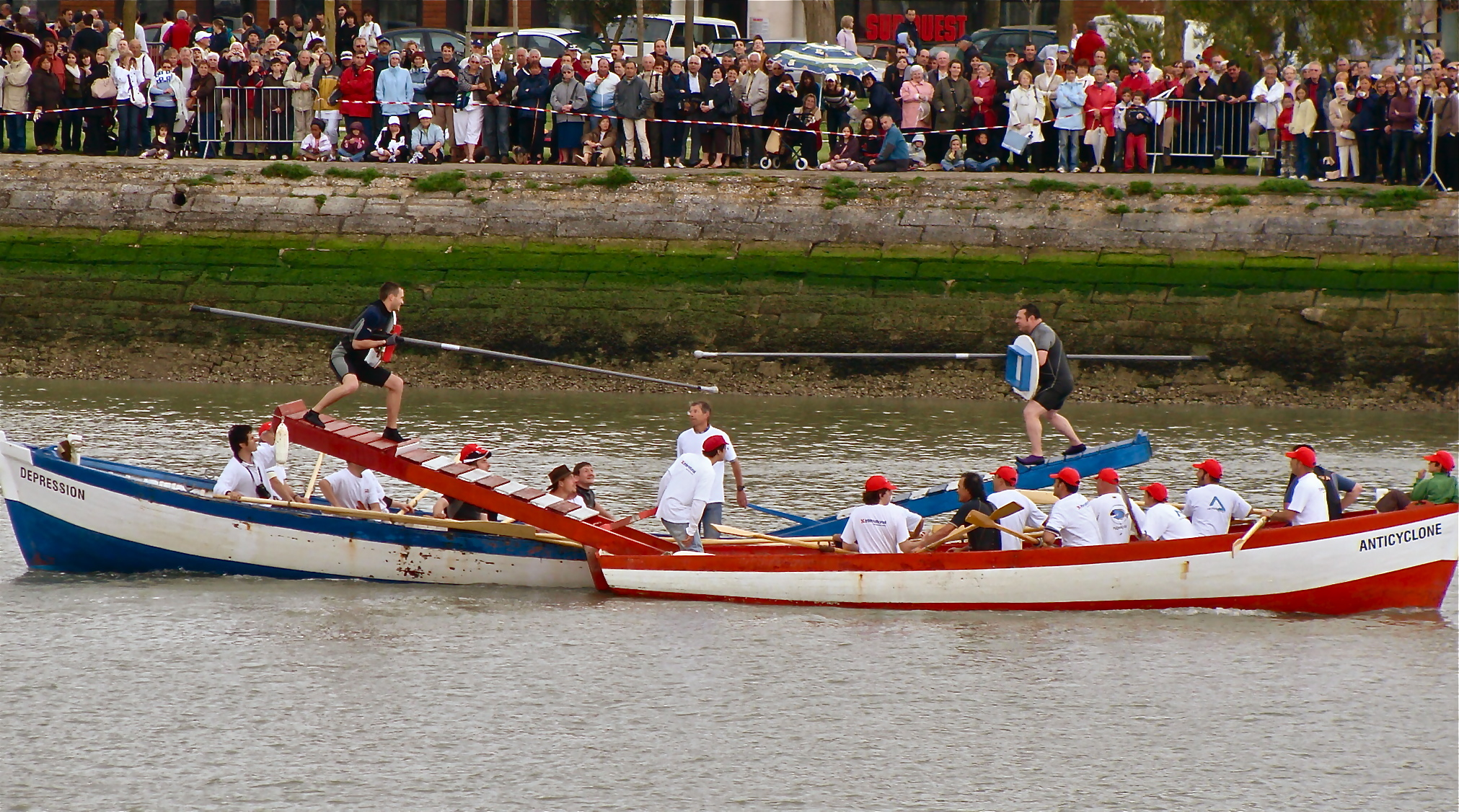
Joute nautique à La Rochelle

- Il existe de nombreuses autres méthodes de joutes nautiques pratiquées en France.

Citons ici la joute Cognaçaise (Cognac), l'Accoloise (Accolay), la Clamecycoise (Clamecy) , les Joutes du Nord Pas de Calais telles que la Mervilloise (Merville), l'Arrageoise (Arras) et l'Orsoise (Ors) et les différentes joutes bretonnes.